# Yebba
Abbey Smith, conhecida artisticamente como YEBBA, é uma cantora e compositora norte-americana premiada com o Grammy Awards. Tornou-se conhecida por ser vocal de apoio do rapper Chance the Rapper na canção "Same Drugs", performada no SNL, em 2016. Em 2017, lançou seu primeiro single, "Evergreen", e tem colaborado com Sam Smith, Mark Ronson e outros artistas.